# Žabínek (Hulín)
Žabínek (německy Zabinek) je bývalé předměstí v Hulíně v okrese Kroměříž. Pod názvem Hulín, předm. Žabínek se do roku 1900 také jednalo o samostatné katastrální území.

## Historie
Předměstí Žabínek vzniklo na levém břehu Rusavy, v místě, kde se do této říčky vlévá potok Žabínek (dříve též Žabinec). Samotný Hulín se nacházel na rusavském pravém břehu, respektive na ostrově, který vytvářela Rusava se svými rameny. Je možné, že původní severojižní cesta procházející městem (dnešní Poštovní a Záhlinická ulice) původně vedla kolem kostela svatého Václava a dále na jih právě Žabínkem, který tvoří nynější Havlíčkovu ulici. Samotné předměstí bylo velmi malé, kromě zmíněné Havlíčkovy ulice jej v první třetině 19. století tvořil jen zárodek pozdější ulice Kostelní a domy na západní straně dnešní Záhlinické ulici v úseku od Rusavy po jižní křižovatku s Havlíčkovou. Cesta do Záhlinic (tedy ulice Záhlinická) tvořila východní hranici katastrálního území Žabínku, zatímco západní hranice vedla po říčce Rusavě.
V Žabínku byl v roce 1863 založen cukrovar, jenž byl s hulínským nádražím propojen vlečkou. Druhý cukrovar, umístěný podstatně jižněji, byl zřízen v roce 1910 a rovněž disponoval vlečkou do železniční stanice. Jižně od Žabínku vznikl také městský hřbitov, kolem nějž bylo ve druhé polovině 20. století vybudováno panelové sídliště.
Samostatné katastrální území Žabínek bylo zrušeno v roce 1900 a jeho plocha byla přičleněna ke katastru Hulína.

## Galerie

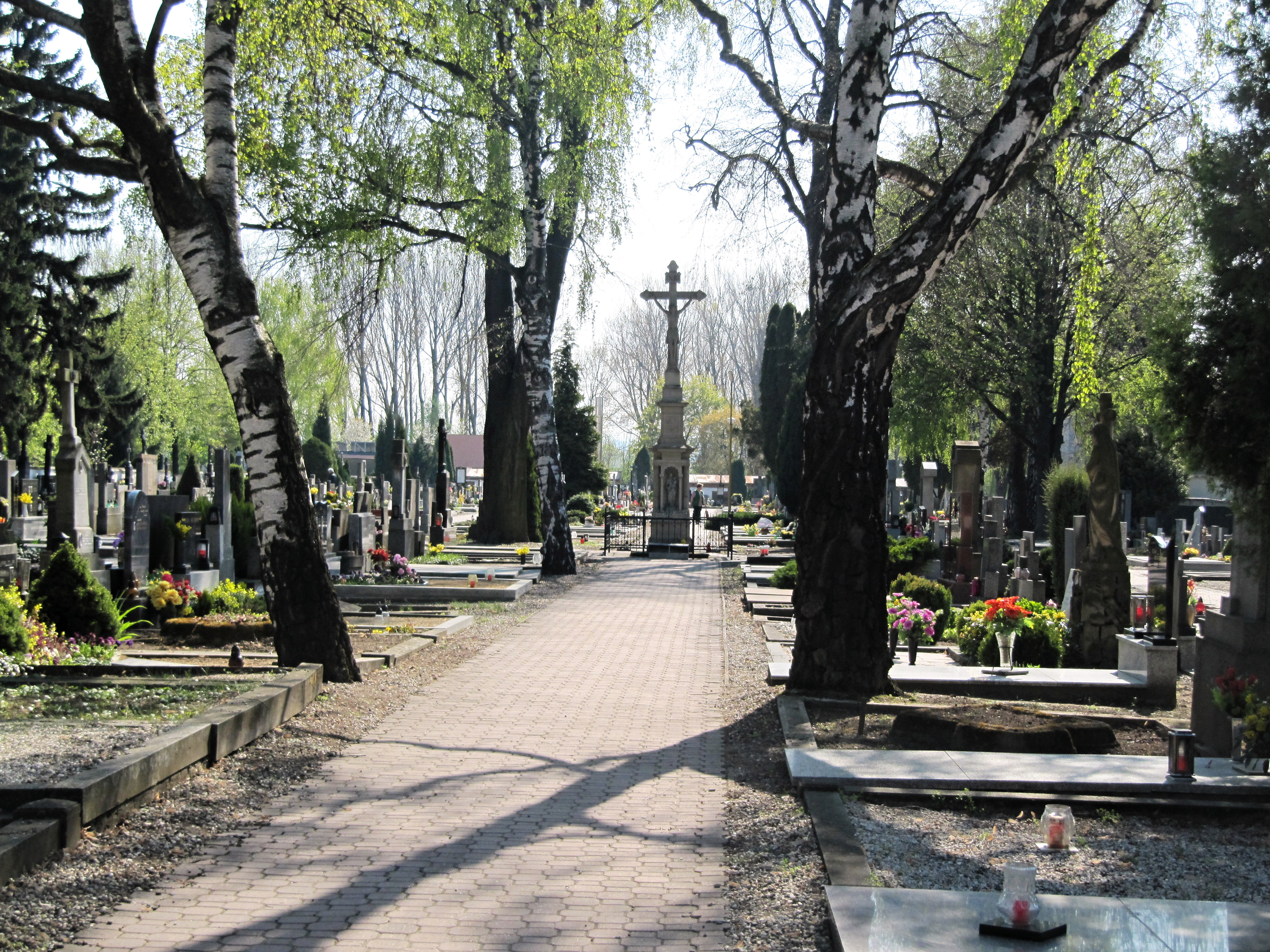
Městský hřbitov v Hulíně
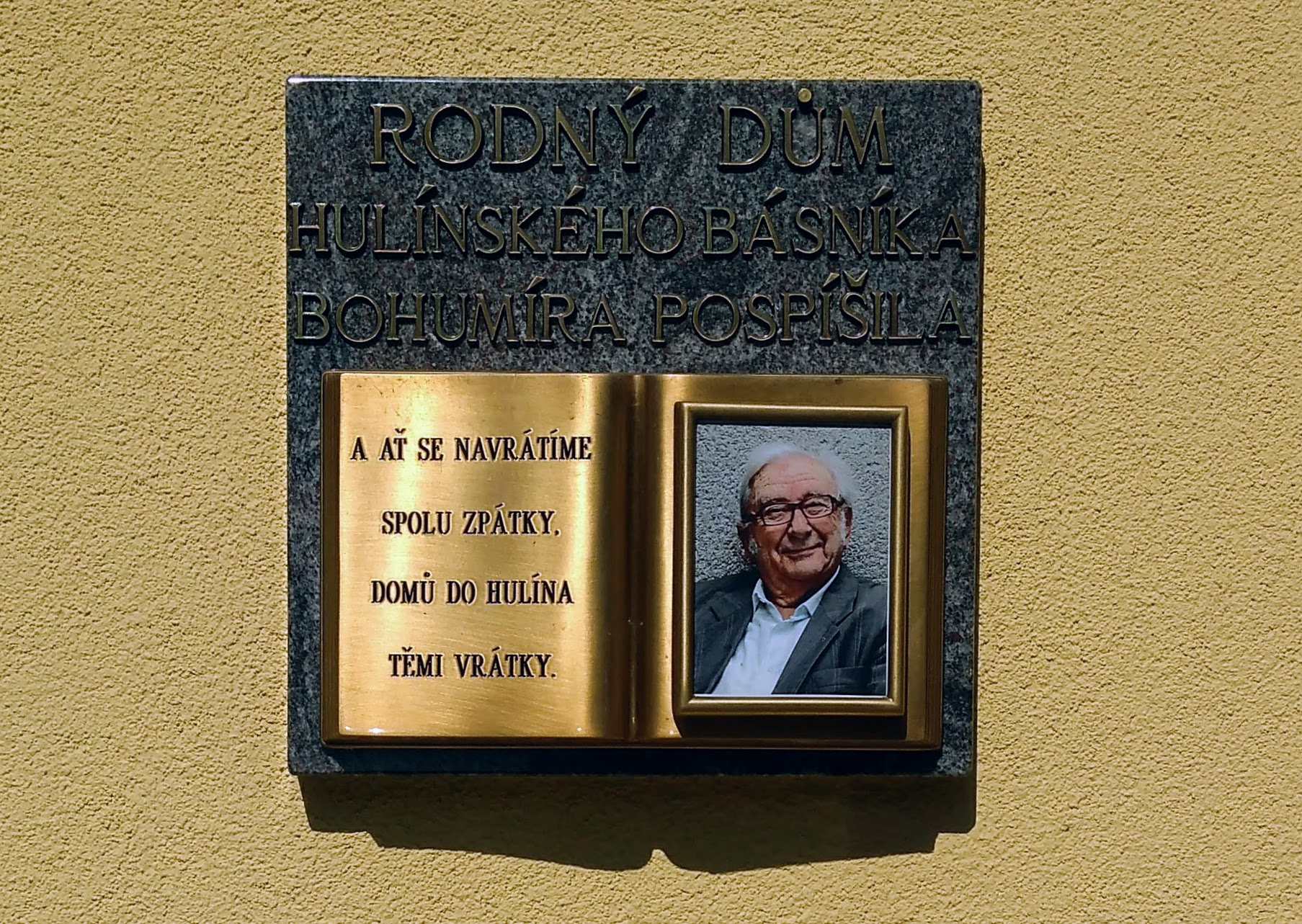
Pamětní deska Bohumíra Pospíšila (1925 – 2017) v Havlíčkově ulici